# Aufklärungsfilm
Ein Aufklärungsfilm ist in Deutschland und Österreich ein Film, der tabuisierte Themen – vornehmlich aus dem Bereich der Sexualität – behandelt.

## Entstehung

### Deutschland
Die ersten Aufklärungsfilme entstanden bereits während des Ersten Weltkrieges. Im Auftrag des deutschen Kriegsministeriums stellte Richard Oswald 1917 mit Es werde Licht! einen Aufklärungsfilm über Geschlechtskrankheiten her. Diesem Film folgten drei weitere Aufklärungsproduktionen und 1919 thematisierte und kritisierte Richard Oswald in Anders als die Andern erstmals in einem Film die gesellschaftliche Diskriminierung von Homosexuellen.

### Österreich
Der erste österreichische Aufklärungsfilm entstand ebenfalls noch während des Krieges: in der Wiener-Kunstfilm-Produktion Die Geißel der Menschheit wurde über Erbkrankheiten aufgeklärt. Mit staatlichen Subventionen stellte die Pan-Film Alkohol, Sexualität und Kriminalität und Wie sag' ich's meinem Kinde? her. Bedeutender österreichischer Aufklärungsfilmer dieser Jahre war Leopold Niernberger.

## Zensur
Nach Ende des Ersten Weltkriegs bestand in Deutschland bis 1920 vorerst keine Filmzensur, wodurch zu den seriösen Aufklärungsfilmen erstmals auch voyeuristische Filme hinzukamen. Diese in reinem kommerziellen Interesse hergestellten Sittenfilme warben mit reißerischen Titeln wie Hyänen der Lust (1919) und sprachen vorwiegend männliche Zuseher an, die sich Freizügigkeit und Nacktszenen erwarteten. Häufig gaben solche Filme auch vor, Aufklärungsfilme zu sein. So etwa Tänze des Grauens und Lasters (1923) mit einer feuchtfröhlichen und halbnackten Anita Berber. Die erste Welle der Aufklärungsfilme endete noch vor 1925, als dieses Genre von voyeuristischen Produktionen aus den Kinos verdrängt wurde.

## 1960 bis 1970
In den 1960er und 1970er Jahren kam es erneut zu einer Häufung von Aufklärungsfilmen, wobei sich besonders Oswalt Kolle einen Namen machte. 1967 wurde der Aufklärungsfilm Helga auf Veranlassung der Gesundheitsministerin Käte Strobel gedreht. Noch viele weitere, meist belanglose Filme erhielten durch den Bund in Form der Bundeszentrale für gesundheitliche Aufklärung die Unterstützung. Eine nicht vorhersehbare Nebenwirkung dieser Aufklärungsfilme war die Sexwelle.

## Kritik
Rolf Thissen fand, dass Aufklärungsfilme stets vor dem Dilemma stünden, genau das zeigen zu wollen, was tabuisiert sei. Zudem hätten sie mit der Dichotomie zu kämpfen, einerseits den Voyeurismus der Zuschauer befriedigen zu wollen, andererseits aber diese Absicht verschleiern zu müssen, was oft unfreiwillig komische Darstellungsformen bewirke. Im Idealfall könnten seriöse Filme therapeutische Wirkung haben. Allerdings könne nur ein wirklich freier Mensch freie Sexualität praktizieren, und hierzu werde der Aufklärungsfilm kaum beitragen: „Im Regelfall werden nur Scheingefechte geführt.“
Gerade die Filme, die in den späten 1960er und frühen 1970er Jahren unter dem Schlagwort der sexuellen Revolution entstanden, hätten sich hauptsächlich auf biologische Aufklärung beschränkt. Die Bedeutung der Erotik sei hingegen vernachlässigt worden, gerade auch in Bereichen, in denen Aufklärung wirklich vonnöten gewesen wäre, zum Beispiel beim Thema Liebe zum eigenen Geschlecht. Auch soziale, kulturelle und ideologische Entwicklungen seien kaum berücksichtigt worden.